# Donacia semicuprea
Donacia semicuprea — вид жуків з підродини Donaciinae родини Листоїдів. Латинська видова назва перекладається як «напівмідна» і вказує на металевий блиск надкрил, притаманний цій комасі.

## Опис

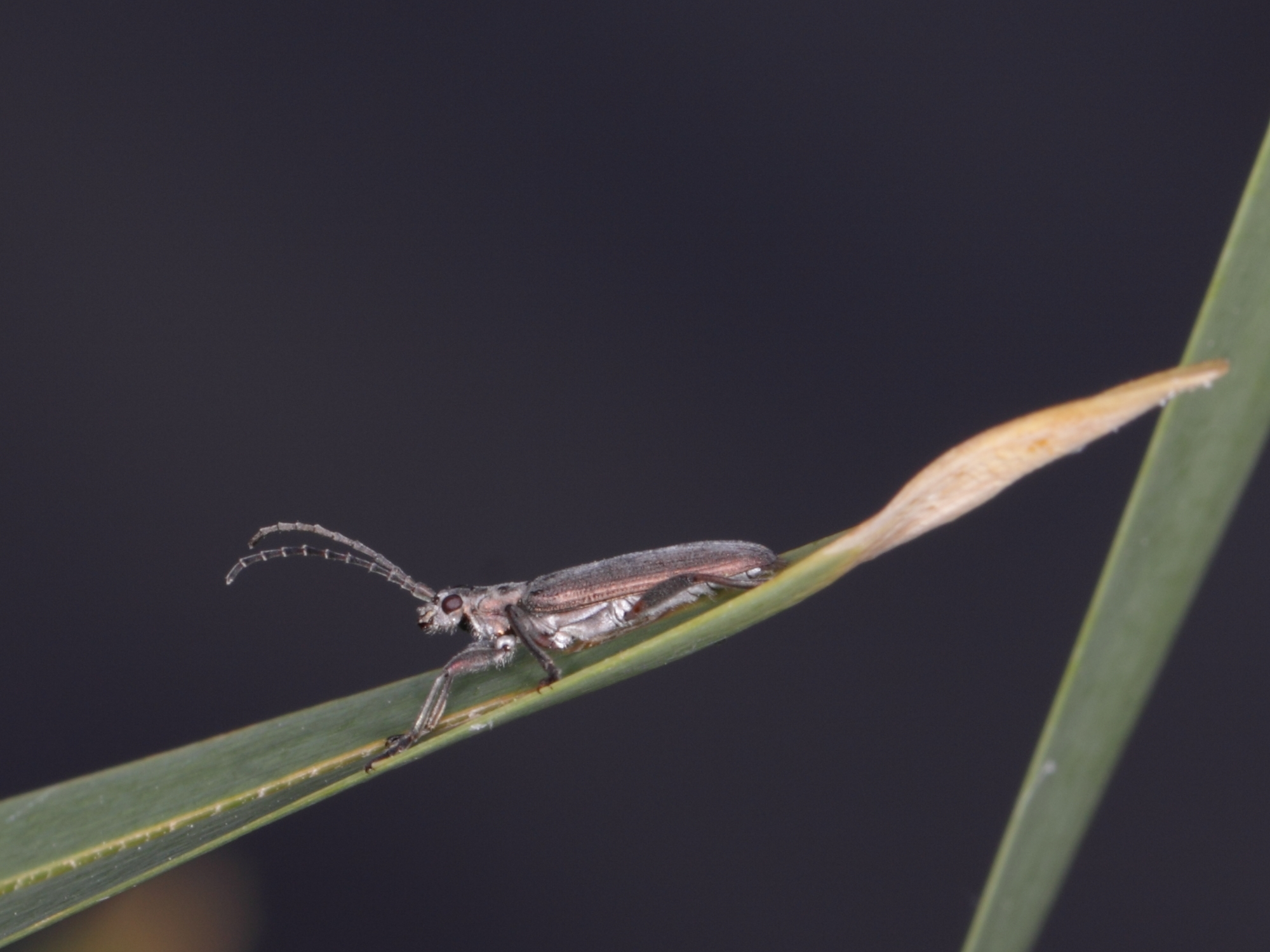
Вигляд імаго збоку

Невеликий жук завдовжки 6-9 мм. Тіло помірно видовжене. Голова вкрита тонким сірим опушенням. Вусики темні. Очі опуклі. Головогруди і надкрила голі, блискучі, з невиразним мідним або бронзово-зеленкуватим відтінком, який стає більш помітним при яскраву освітленні зверху. Ці частини тіла також мають рельєфну поверхню: головогруди вкриті хаотично розташованими цятками, а на надкрилах цятки розташовуються у поздовжніх смугах. Важливою ознакою Donacia semicuprea, яка дозволяє безпомилково відрізнити її від споріднених видів, є поздовжня заглибина по центру головогрудей. Надкрила біля основи заокруглені, на вершині косо зрізані. Ноги загалом руді: стегна червонувато-коричневі, гомілки дещо світліші, стегна і основи гомілок блискучі.

## Біологія
На усіх стадіях життєвого циклу ці комахи пов'язані з навколоводною рослинністю. Імаго (дорослі особини) живляться листям лепешняка великого і близького до нього Glyceria notata. На листках, піднесених над водою, вони виїдають переважно епідерміс та мезофіл, тобто верхній і середній шар листкової тканини. З травня по серпень відкладають яйця купками по 20-30 штук на стебла трав'янистих рослин, занурених у воду. Личинки живляться корінням різних видів лепешняку, їх розвиток відбувається з червня по вересень. Лялечки розвиваються на коренях їжачої голівки прямої, їх спостерігали з вересня по листопад. Зимують дорослі особини. Загалом життєвий цикл триває 3 роки.
Дорослі жуки нерідко утворюють скупчення і досить помітні. При занепокоєнні вони легко злітають. Найбільш активні за сонячної погоди, у похмурі дні Donacia semicuprea ховаються невеликими групами або парами у пазухах листків та на нижній частині стебел.

## Поширення
Ареал Donacia semicuprea охоплює терени Євразії. Він включає майже усю Європу (за виключенням полярних регіонів Норвегії та Росії), на заході доходить до Великої Британії, включно з островом Мен. В Азії ця комаха поширена у помірних областях — переважно на теренах Росії. В Україні також звичайна.